# Brutal Doom
Brutal Doom — ігровий мод для шутера від першої особи Doom 1993 року, створений бразильським розробником Сержантом Марком IV (Marcos Abenante). Мод додає численні ігрові елементи та графічні ефекти. Розробка розпочалася у 2010 році та оновлення виходять нині.

## Геймплей
Brutal Doom додає багато ігрових можливостей, таких як розбризкування крові, союзні морські піхотинці, оновлена система частинок, можливість керувати транспортними засобами, такими як танки, приховані вбивства, постріли в голову та безліч добивань в стилі Mortal Kombat. Штучний інтелект ворогів був оновлений, більшість ворогів отримали нові атаки та поведінку.
Мод включає нові та оновлені види зброї, такі як вогнемет, демонічний Unmaker, штурмові дробовики, нові типи гвинтівок, гранатомет і навіть дозволяє гравцеві оснастити ворога зброєю у вигляді ракет Revenant або вогняної гармати Манкубуса. Крім того, змінилася механіка зброї: деякі види зброї потребують перезаряджання, мають віддачу та залізні приціли або оптичні приціли.

## Рецепція
Про мод згадував Джон Ромеро, який жартома сказав, що якби id Software випустила оригінальний Doom з можливостями Brutal Doom, вони б «знищили ігрову індустрію». Однак пізніше він згадав у своєму Твіттері, що Brutal Doom «не є тим, як мають грати в Doom». Домінік Тарасон з Rock Paper Shotgun зауважив, що мод «став настільки поширеним, що породив цілу паралельну модну сцену» і вважає його «самостійною грою на цей час». Андрас Нельц з Kotaku сказав, що він «формується, щоб стати одним з найвеличніших моддингів». TechRadar назвав його «найсучаснішим і найвидовищнішим модом для Doom на сьогодні». Кріс Плант з Polygon назвав його «неймовірним», «таким, що вивертає шлунок» та «істеричним».
Brutal Doom отримала першу в історії нагороду Cacoward у 2011 році за «Найкращий геймплейний мод», а також нагороду «Мод року» від Mod DB у 2012 та 2017 роках.
У 2021 році кількість завантажень Brutal Doom на Mod DB перевищила п'ять мільйонів.